# François Delecour
François Delecour, född den 29 augusti 1962 i Cassell, Frankrike, är en fransk före detta rallyförare.

## Rallykarriär
Delecour körde i sin tidiga VM-karriär för Ford, där han 1993 och 1994 tog alla sina fyra delsegrar i Rally-VM. Efter det lämnade han Fords fabriksteam och tillbringade många år med att köra på deltid för Peugeot i detta märkes strävan att komma tillbaka till WRC. Efter ett par andraplatser för teamet körde Delecour åter för Ford 2001, innan han ersatte Tommi Mäkinen i Mitsubishi för 2002. Det gav dock inget lyckat utfall, och några år senare var Delecours karriär över.

## Segrar WRC
| Nr | Rally     | År   |
| -- | --------- | ---- |
| 1  | Portugal  | 1993 |
| 2  | Frankrike | 1993 |
| 3  | Spanien   | 1993 |
| 4  | Monaco    | 1994 |